# Afrixalus crotalus
Afrixalus crotalus és una espècie de granota de la família dels hiperòlids que viu a Malawi, Moçambic i Zimbàbue.
Està amenaçada d'extinció per la pèrdua del seu hàbitat natural.